# ユニバースプロダクション
ユニバースプロダクションは東京都豊島区東池袋に本社を置くソフトウェア会社およびバーチャルYouTuber事務所。

## 概要
2022年7月29日設立。バーチャルYouTuberによるエンターテインメント企画および3Dコンテンツの企画･開発を行なっている。
会社設立前の2021年6月21日に木乃華サクヤが静岡新聞・静岡放送の公認バーチャルYouTuberとしてデビューし、静岡放送のテレビ番組や静岡県のイベントに参加するなど活動の幅を広げている。設立後はテレビ山梨を皮切りに各地方メディアと提携し、バーチャルYouTuberによる地方創生VTuber事業を推進している。
2024年1月より所属タレントを使ったCMパッケージ「トーチズAD」の販売を行なっている。

## 沿革
- 2022年（令和4年）7月29日：会社設立。
- 2023年（令和5年）3月1日：テレビ山梨と協業[4]。
- 2023年（令和5年）6月30日：下野新聞、福井放送、VTuber modeと業務提携[5]。
- 2023年（令和5年）10月2日：岡山放送と業務提携[6]。
- 2024年（令和6年）6月24日：宮崎放送と業務提携[7]。

## 所属タレント
| タレント名     | デビュー日     | 提携先               | Youtubeチャンネル                  |
| -------------- | -------------- | -------------------- | ---------------------------------- |
| 木乃華サクヤ   | 2021年6月18日  | 静岡新聞社・静岡放送 | 木乃華サクヤ - YouTubeチャンネル   |
| 山奈しずく     | 2023年8月11日  | テレビ山梨           | 山奈しずく - YouTubeチャンネル     |
| 栃宮るりは     | 2023年12月10日 | 下野新聞社           | 栃宮るりは - YouTubeチャンネル     |
| 歩音ティナ     | 2023年12月15日 | 福井放送             | 歩音ティナ - YouTubeチャンネル     |
| 天晴ほかる     | 2024年2月16日  | 岡山放送             | 天晴ほかる - YouTubeチャンネル     |
| 日向海フェニカ | 2024年11月29日 | 宮崎放送             | 日向海フェニカ - YouTubeチャンネル |